# کایروکی

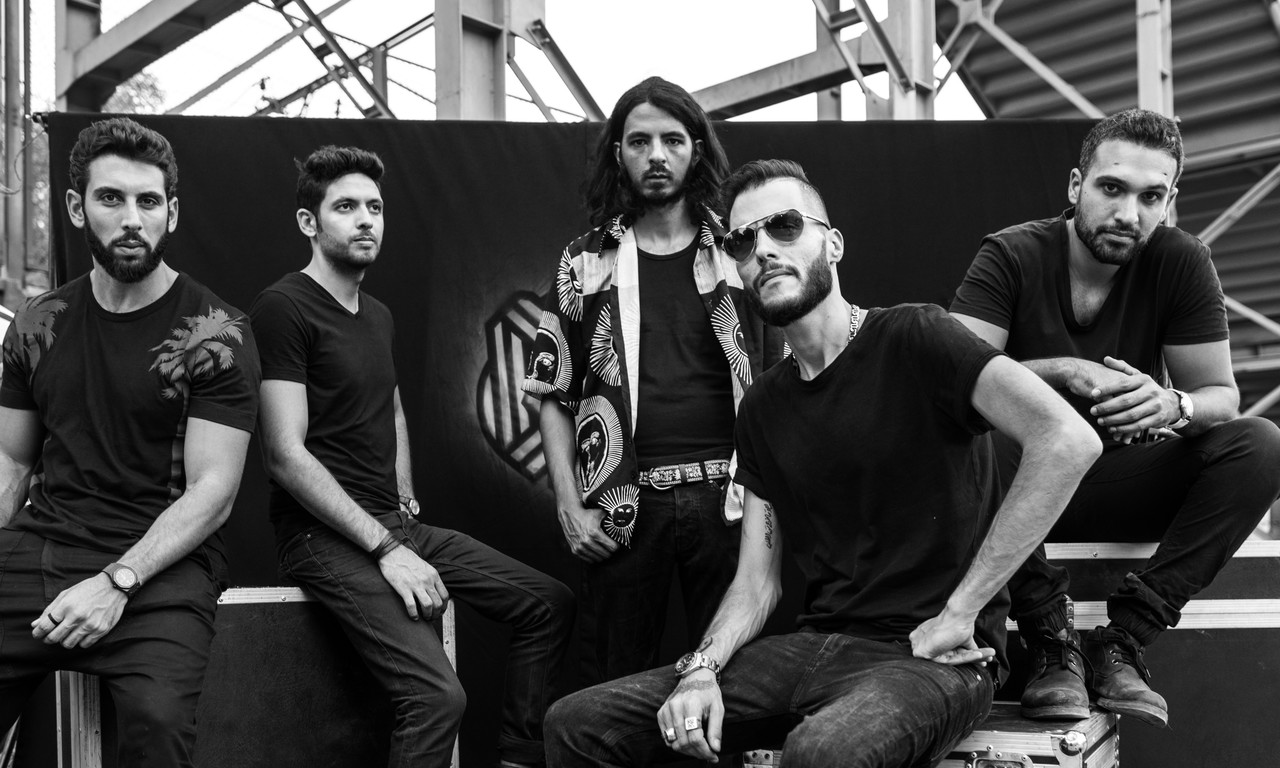
اعضای گروه موسیقی کایروکی

کایروکی یک گروه راک مصری است که به طور رسمی در سال ۲۰۰۳ راه اندازی شد، اما با موسیقی انقلابی خود پس از انقلاب مصر در سال ۲۰۱۱ به دلیل اشعار الهام گرفته از سیاسی و آهنگ های اعتراضی که پس از قیام منتشر شد، به شهرت رسید. آهنگ «آن یک قضیه است» در یوتیوب بازدید میلیونی داشته است.

## پیش زمینه
این گروه متشکل از امیر عید (خواننده اصلی)، شریف هواری (نوازنده اصلی گیتار)، تامر هاشم (درامر)، شریف مصطفی (نوازنده کیبورد) و آدام الالفی (نوازنده گیتار باس) است. اعضای اولیه گروه از دوران مدرسه با هم دوست بودند و تامر در آن زمان درامر بود. در سال ۲۰۰۳، عید و هاواری یک گروه انگلیسی را در ابتدا به نام بلک استار راه اندازی کردند. آنها شروع به پخش کاور آهنگ های انگلیسی کردند و تنها با یک آهنگ مصری به نام "غریبه" که به شدت مورد تحسین مخاطبان قرار گرفت. آنها بعداً تصمیم گرفتند به ساخت آهنگ های مصری ادامه دهند، زیرا احساس می کردند ادامه دادن موسیقی انگلیسی شرم آور است زیرا این زبان مادری آنها نیست. آنها عمدتاً تحت تأثیر آثار پینک فلوید و بیتلز بودند و موسیقی پینک فلوید را الهام‌بخش حرفه موسیقی خود می‌دانستند.

## آثار
- آواز آزادی سال ۲۰۱۱
- آن یک قضیه است سال ۲۰۲۳

## منبع
1. ↑  "CairoKee's latest album". Daily News Egypt. July 1, 2012.
2. ↑  "Egypt's Underground Wakes Up". NPR. June 12, 2012.
3. ↑  "Cairokee: one Cairo band becomes a revolutionary discovery". The National. December 29, 2013.
4. ↑  «ماجرای ترانه عربی مشهور این روزها چیست؟ + ویدیو». ایسنا.
5. ↑  "Cairokee's "Ya El-Midan" Celebrates the Meaning of Tahrir Square". Connected In Cairo. December 2, 2011.
6. ↑  "Cairokee – An Exclusive Interview With HashTags Mag". HashTags Mag. January 17, 2013. Archived from the original on 4 March 2016. Retrieved 20 April 2024.